# American Horror Story: Asylum
American Horror Story: Asylum ist die zweite Staffel der US-amerikanischen Horror-Fernsehserie American Horror Story, die auf einer Idee von Ryan Murphy und Brad Falchuk basiert. Die Erstausstrahlung fand zwischen dem 17. Oktober 2012 und dem 23. Januar 2013 auf dem TV-Sender FX statt. Die deutschsprachige Erstausstrahlung lief vom 28. November 2012 bis zum 27. Februar 2013 auf FOX.
Zeitlich gesehen startet die Staffel im Jahre 1964 in der Nervenanstalt Briarcliff, welche unter fragwürdigen Methoden geleitet wird. Wiederkehrende Darsteller aus der vergangenen Staffel sind Zachary Quinto, Sarah Paulson, Evan Peters, Lily Rabe, Jessica Lange, Dylan McDermott und Frances Conroy.

## Handlung
Alle Figuren sind neu und Ort der Handlung ist nun eine von der katholischen Kirche betriebene Nervenheilanstalt namens Briarcliff im Jahr 1964, die vorher eine Klinik für Tuberkulose-Patienten gewesen ist. Geleitet wird diese Klinik von der Nonne Schwester Jude, die ihre Patienten auf grausame Art und Weise behandelt. Als ein neuer Patient, der junge Witwer Kit Walker, eingeliefert wird, interessiert sich auch die lesbische Reporterin Lana Winters für dessen Geschichte: Er wird beschuldigt, als Bloody Face Frauen getötet und ihnen die Haut abgezogen zu haben. Doch für die Journalistin soll das Interesse an den Geschehnissen in der Anstalt grausame Folgen haben. Aufgrund ihrer Homosexualität wird sie von Schwester Jude ebenfalls als Patientin in Briarcliff aufgenommen. Gemeinsam mit ihrer Mitpatientin Grace und Kit versucht sie, aus der Anstalt zu fliehen, sie werden jedoch erwischt und bestraft. Dr. Oliver Thredson, ein vom Gericht bestellter Psychiater, der Kit auf seinen geistigen Zustand untersuchen soll, wird auf Lana aufmerksam und verhilft ihr zur Flucht. Angekommen in Thredsons Haus wird jedoch schnell klar, dass der Arzt Bloody Face ist, der Kit zuvor zu einem auf Tonband aufgenommenen Geständnis bewogen hat, um nicht mehr als Täter in Frage zu kommen. Er hält Lana gefangen, quält und vergewaltigt sie, um seinen Mutterkomplex auszuleben. Der jungen Frau gelingt bald darauf die Flucht aus ihrem Gefängnis, bei der Thredson im Gesicht verletzt wird, jedoch wird sie in einen schweren Autounfall verwickelt und landet wieder in Briarcliff.
Währenddessen stellt sich heraus, dass bei dem Exorzismus eines jungen Patienten in Briarcliff der Teufel aus dessen Körper in den der jungen, unschuldigen Schwester Mary Eunice gefahren ist. Seitdem manipuliert sie alle anderen Mitarbeiter der Anstalt, vor allem den Klinikarzt Dr. Arden. Dieser ist ein gesuchter Kriegsverbrecher aus dem Zweiten Weltkrieg und Nazi aus dem Vernichtungslager Auschwitz, jedoch kann er das mithilfe von Schwester Mary, die ihn erpresst, vertuschen. Gemeinsam locken sie Schwester Jude in eine Falle, sie wird daraufhin entlassen und landet selbst als Patientin in Briarcliff. Von da an ist Schwester Mary das Oberhaupt der Einrichtung. Pater Timothy Howard erkennt jedoch den Teufel im Körper von Schwester Mary und bringt sie um. Dr. Arden begeht daraufhin Selbstmord, indem er sich bei ihrer Einäscherung zu ihrem toten Körper legt.
Lana trifft auf der Krankenstation wieder auf Kit und erzählt ihm die Wahrheit über Thredson. Sie schaffen es, ein Geständnis von ihm auf Tonband aufzunehmen. Außerdem erfährt Lana, dass sie von der Vergewaltigung durch Thredson schwanger ist. Schwester Jude verspricht ihr, dass sie ihr helfen wird zu fliehen, da sie nicht in die Anstalt gehöre. Mit Hilfe einer alten Freundin von Jude, Schwester Claudia, schafft es die Journalistin, abermals zu entkommen, und gibt der Polizei die wahre Identität von Bloody Face preis. Sie wartet auf Thredson in seinem Haus und erschießt ihn, bevor die Polizei eintrifft, wobei sie hinterher behauptet, ihn aus Notwehr getötet zu haben. Nach einer gescheiterten Abtreibung in Briarcliff möchte Lana zunächst ihr Kind richtig abtreiben, entscheidet sich aber dagegen. Sie geht an die Öffentlichkeit und schreibt über ihre Erlebnisse ein Buch, welches sehr erfolgreich wird. Jedoch stellt sich immer mehr heraus, dass Lana nur noch an ihrem Ruhm interessiert ist und nicht daran, den Menschen in der Anstalt zu helfen.
Kit wird ebenfalls aus Briarcliff entlassen, da nun seine Unschuld bewiesen ist. Er verlässt zusammen mit Grace, welche durch den Schuss einer Anstaltswache starb und von Außerirdischen wieder zum Leben erweckt wurde, die Anstalt und beide ziehen zusammen in sein altes Farmhaus, mit dem inzwischen geborenen Sohn der beiden. Es stellt sich heraus, dass Alma Walker, Kits Frau, die ebenfalls Kontakt mit den geheimnisvollen Aliens hatte, auch noch am Leben ist und ein Kind von ihm hat. Die fünf leben gemeinsam auf der Farm, jedoch verarbeiten die beiden Frauen die Geschehnisse völlig unterschiedlich. Während Grace fasziniert ist und sich nur noch mit den Außerirdischen beschäftigt, will Alma alles vergessen und hat Angst. Eines Nachts bringt sie Grace mit einer Axt um und kommt nach Briarcliff, das inzwischen eine staatliche Einrichtung ist.
Kit muss sich nun alleine um die Kinder kümmern. Er sucht Lana auf, um sie dazu zu bewegen, nicht nur an sich selbst, sondern auch an die anderen Menschen zu denken. Lana versucht nun alles, um Menschen zu helfen, möchte jedoch auch ihre Karriere vorantreiben. Kit kümmert sich seit Almas Tod um Jude und holt sie sogar zu sich nach Hause. Lanas Sohn Johnny, dessen Erlebnisse in der Gegenwart gezeigt werden, hat ähnliche Neigungen wie sein Vater. Lana gab ihn als Baby weg und seitdem leidet auch er an einem Mutterkomplex. Er findet alles über seine Eltern und deren Geschichte heraus und will seine Mutter umbringen, um das Werk seines Vaters zu beenden. Doch im letzten Moment schießt Lana ihrem Sohn in den Kopf, wie sie es bei Thredson getan hat.

## Trivia
Die später in der Staffel dargestellten Zustände in Briarcliff wurden an den Skandal (1946) des realen Byberry Mental Hospitals angelehnt.
Die an Mikrozephalie leidende Pepper, die Nonne Mary Eunice sowie der Arzt Dr. Arden sind sowohl in Asylum als auch in Freak Show zu sehen. Die Handlung von Asylum spielt jedoch später.

## Besetzung und Synchronisation

### Hauptdarsteller
| Schauspieler    | Rolle                          | Hauptrolle (Episoden) | Synchronsprecher   |
| --------------- | ------------------------------ | --------------------- | ------------------ |
| Joseph Fiennes  | Monsignor Timothy Howard       | 2.01–2.13             | Frank Schaff       |
| Sarah Paulson   | Lana Winters                   | 2.01–2.13             | Ulrike Stürzbecher |
| Evan Peters     | Kit Walker                     | 2.01–2.13             | Jan Rohrbach       |
| Lily Rabe       | Schwester Mary Eunice          | 2.01–2.10             | Cathlen Gawlich    |
| Lizzie Brocheré | Grace Bertrand                 | 2.01–2.12             | Kaya Marie Möller  |
| James Cromwell  | Dr. Arthur Arden / Hans Gruber | 2.01–2.10             | Jochen Schröder    |
| Jessica Lange   | Schwester Jude / Judy Martin   | 2.01–2.13             | Karin Buchholz     |
| Zachary Quinto  | Dr. Oliver Thredson            | 2.02–2.13             | Timmo Niesner      |

### Nebendarsteller
| Schauspieler      | Rolle                          | Nebenrolle (Episoden)            | Synchronsprecher         |
| ----------------- | ------------------------------ | -------------------------------- | ------------------------ |
| Adam Levine       | Leo Morrison                   | 2.01–2.03, 2.06, 2.13            | Jaron Löwenberg          |
| Jenna Dewan-Tatum | Teresa Morrison                | 2.01–2.03, 2.06, 2.13            | Giuliana Jakobeit        |
| Britne Oldford    | Alma Walker                    | 2.01, 2.04–2.05, 2.08, 2.11–2.12 | Nicole Hannak            |
| Naomi Grossman    | Pepper                         | 2.01–2.03, 2.09–2.12             | Elke Appelt              |
| Chloë Sevigny     | Shelley                        | 2.01–2.06                        | Anna Carlsson            |
| Mark Consuelos    | Spivey                         | 2.01, 2.03, 2.06, 2.10           | Matthias Rimpler         |
| Clea DuVall       | Wendy Peyser                   | 2.01–2.02, 2.05, 2.12            | Peggy Sander             |
| Fredric Lehne     | Frank McCann                   | 2.02–2.09                        | Erich Räuker             |
| Franka Potente    | „Anne Frank“ / Charlotte Brown | 2.04–2.05                        | Natascha Schaff          |
| Mark Margolis     | Sam Goodman                    | 2.05–2.07                        | Friedrich Georg Beckhaus |
| Dylan McDermott   | Johnny Morgan                  | 2.06, 2.09, 2.11–2.13            | Peter Flechtner          |
| Frances Conroy    | Shachath (Engel des Todes)     | 2.07–2.13                        | Helga Sasse              |
| Ian McShane       | Leigh Emerson                  | 2.08–2.09                        | Lutz Riedel              |
| Barbara Tarbuck   | Schwester Claudia              | 2.08–2.11                        | Isabella Grothe          |

Anmerkungen
1. ↑  Lily Rabe verkörpert die Rolle der Mary Eunice ebenfalls in der vierten Staffel.
2. ↑  Zachary Quinto wird in der ersten Folge lediglich im Vorspann aufgeführt.
3. ↑  Naomi Grossman verkörpert die Rolle der Pepper ebenfalls in der vierten Staffel.
4. ↑  Dylan McDermott wird in keiner der Folgen im Abspann genannt.

## Episoden
Die Erstausstrahlung der zweiten Staffel war vom 17. Oktober 2012 bis zum 23. Januar 2013 auf dem US-amerikanischen Kabelsender FX zu sehen. Die deutschsprachige Erstausstrahlung sendete der deutsche Pay-TV-Sender FOX vom 28. November 2012 bis zum 27. Februar 2013.
| Nr. (ges.) | Nr. (St.) | Deutscher Titel             | Originaltitel              | Erstausstrahlung USA | Deutschsprachige Erstausstrahlung (D) | Regie               | Drehbuch        | Zuschauer (USA) |
| ---------- | --------- | --------------------------- | -------------------------- | -------------------- | ------------------------------------- | ------------------- | --------------- | --------------- |
| 13         | 1         | Willkommen in Briarcliff    | Welcome to Briarcliff      | 17. Okt. 2012        | 28. Nov. 2012                         | Bradley Buecker     | Tim Minear      | 3,85 Mio.       |
| 14         | 2         | Süßes und Saures            | Tricks and Treats          | 24. Okt. 2012        | 5. Dez. 2012                          | Bradley Buecker     | James Wong      | 3,06 Mio.       |
| 15         | 3         | Der Sturm                   | Nor’Easter                 | 31. Okt. 2012        | 12. Dez. 2012                         | Michael Uppendahl   | Jennifer Salt   | 2,47 Mio.       |
| 16         | 4         | Ich bin Anne Frank – Teil 1 | I Am Anne Frank (1)        | 7. Nov. 2012         | 19. Dez. 2012                         | Michael Uppendahl   | Jessica Sharzer | 2,65 Mio.       |
| 17         | 5         | Ich bin Anne Frank – Teil 2 | I Am Anne Frank (2)        | 14. Nov. 2012        | 2. Jan. 2013                          | Alfonso Gomez-Rejon | Brad Falchuk    | 2,78 Mio.       |
| 18         | 6         | Die Ursprünge des Bösen     | The Origins of Monstrosity | 21. Nov. 2012        | 9. Jan. 2013                          | David Semel         | Ryan Murphy     | 1,89 Mio.       |
| 19         | 7         | Engel des Todes             | Dark Cousin                | 28. Nov. 2012        | 16. Jan. 2013                         | David Semel         | Tim Minear      | 2,27 Mio.       |
| 20         | 8         | Unheilige Nacht             | Unholy Night               | 6. Dez. 2012         | 23. Jan. 2013                         | Michael Lehmann     | James Wong      | 2,36 Mio.       |
| 21         | 9         | Der Kleiderbügel            | The Coat Hanger            | 12. Dez. 2012        | 30. Jan. 2013                         | Jeremy Podeswa      | Jennifer Salt   | 2,22 Mio.       |
| 22         | 10        | Das Blatt wendet sich       | The Name Game              | 2. Jan. 2013         | 6. Feb. 2013                          | Michael Lehmann     | Jessica Sharzer | 2,21 Mio.       |
| 23         | 11        | Muttermilch                 | Spilt Milk                 | 9. Jan. 2013         | 13. Feb. 2013                         | Alfonso Gomez-Rejon | Brad Falchuk    | 2,51 Mio.       |
| 24         | 12        | Kontinuum                   | Continuum                  | 16. Jan. 2013        | 20. Feb. 2013                         | Craig Zisk          | Ryan Murphy     | 2,30 Mio.       |
| 25         | 13        | Der Wahnsinn hat ein Ende   | Madness Ends               | 23. Jan. 2013        | 27. Feb. 2013                         | Alfonso Gomez-Rejon | Tim Minear      | 2,29 Mio.       |